# 玛丽亚·马丁斯
玛丽亚·卡罗琳娜·克鲁斯·里贝罗·戈梅斯·马丁斯（葡萄牙語：Maria Carolina Cruse Ribeiro Gomes Martins，1999年7月9日—），葡萄牙女子自行车运动员，2020年世界场地自行车锦标赛女子捕捉赛铜牌得主、2022年世界场地自行车锦标赛女子全能赛铜牌得主。